# Comuna Arvidsjaur
Arvidsjaur (Arvidsjaurs kommun) este o comună din comitatul Norrbottens län, Suedia, cu o populație de 6.471 locuitori (2013).

## Geografie

### Zone urbane
Lista celor mai mari zone urbane din comună (anul 2015) conform Biroului Central de Statistică al Suediei:
| Nr | Zona urbană   | Pop.  |
| -- | ------------- | ----- |
| 1  | Arvidsjaur    | 4.655 |
| 2  | Glommersträsk | 231   |

## Demografie
| \| Evoluția demografică în comuna Arvidsjaur, 1970–2015 \| Evoluția demografică în comuna Arvidsjaur, 1970–2015 \| Evoluția demografică în comuna Arvidsjaur, 1970–2015 \| Evoluția demografică în comuna Arvidsjaur, 1970–2015 \| Evoluția demografică în comuna Arvidsjaur, 1970–2015 \| \| ----------------------------------------------------------------------------------------------------- \| ---------------------------------------------------- \| ---------------------------------------------------- \| ---------------------------------------------------- \| ---------------------------------------------------- \| \| An \| \| \| Locuitori \| \| \| 1970 \| 1970 \| \| 8311 \| 8311 \| \| 1975 \| 1975 \| \| 8050 \| 8050 \| \| 1980 \| 1980 \| \| 8392 \| 8392 \| \| 1985 \| 1985 \| \| 8185 \| 8185 \| \| 1990 \| 1990 \| \| 8081 \| 8081 \| \| 1995 \| 1995 \| \| 7788 \| 7788 \| \| 2000 \| 2000 \| \| 7148 \| 7148 \| \| 2005 \| 2005 \| \| 6814 \| 6814 \| \| 2010 \| 2010 \| \| 6529 \| 6529 \| \| 2015 \| 2015 \| \| 6471 \| 6471 \| \| Sursa: SCB - Statistika Centralbyrån, Folkmängd efter region, civilstånd, ålder och kön. År 1968–2016 \| \| \| \| \| |      |  |           |      |
| Evoluția demografică în comuna Arvidsjaur, 1970–2015 |      |  |           |      |
| An |      |  | Locuitori |      |
| 1970 | 1970 |  | 8311      | 8311 |
| 1975 | 1975 |  | 8050      | 8050 |
| 1980 | 1980 |  | 8392      | 8392 |
| 1985 | 1985 |  | 8185      | 8185 |
| 1990 | 1990 |  | 8081      | 8081 |
| 1995 | 1995 |  | 7788      | 7788 |
| 2000 | 2000 |  | 7148      | 7148 |
| 2005 | 2005 |  | 6814      | 6814 |
| 2010 | 2010 |  | 6529      | 6529 |
| 2015 | 2015 |  | 6471      | 6471 |
| Sursa: SCB - Statistika Centralbyrån, Folkmängd efter region, civilstånd, ålder och kön. År 1968–2016 |      |  |           |      |